# Archiearis latevirgata
Archiearis latevirgata är en fjärilsart som beskrevs av Kitt 1920. Archiearis latevirgata ingår i släktet Archiearis och familjen mätare. Inga underarter finns listade i Catalogue of Life.